# Исо-Пюхяярви
И́со-Пю́хяя́рви (Суун-Пюхя-ярви; фин. Iso-Pyhäjärvi) — пресноводное озеро на территории Суоярвского городского поселения Суоярвского района Республики Карелии.

## Общие сведения
Площадь озера — 8,6 км², площадь водосборного бассейна — 67 км². Располагается на высоте 139,2 метров над уровнем моря. Котловина ледникового происхождения.
Форма озера лопастная, продолговатая: оно почти на семь километров вытянуто с северо-запада на юго-восток. Берега изрезанные, каменисто-песчаные, преимущественно возвышенные, местами заболоченные.
Через озеро течёт река Пюхяйоки, впадающая в реку Шую.
Средняя амплитуда колебаний уровня 70 см.
В озере расположено около двух десятков островов различной площади, рассредоточенных по всей площади водоёма. Общая площадь островов составляет 0,25 км².
К юго-западу от озера проходит трасса 86К-10 («Петрозаводск — Суоярви»), а также линия железной дороги Петрозаводск — Суоярви.
Озеро служит источником водоснабжения г. Суоярви.
Название озера переводится с финского языка как «большое святое озеро».
Код объекта в государственном водном реестре — 01040100111102000016924.